# Rhinolophus willardi
Rhinolophus willardi är en fladdermus i familjen hästskonäsor som förekommer i centrala Afrika.
Vuxna exemplar är 61 till 73 mm långa (huvud och bål), har en 22 till 26 mm lång svans och väger 14 till 16 g. Bakfötterna är cirka 12 mm långa och öronen är 24 till 29 mm stora. Arten har en mörkbrun päls på ovansidan och undersidans päls är lite ljusare samt lite mer gråbrun. Det finns en färgvariant med orangebrun päls. Den centrala delen av hudflikarna på näsan liknar en hästsko som är ungefär 12mm bred. Ovanför hästskon finns en hudflik som liknar en skalpell. Även flygmembranen har en mörkbrun färg.
Individer av arten registrerades i en bergstrakt i östra Kongo-Kinshasa vid Tanganyikasjön. De hittades i regioner som ligger 1880 till 1950 meter över havet. Habitatet utgörs av skogar som täcker bergstrakten fläckvis. Antagligen vilar Rhinolophus willardi i grottor och gruvor.
Beståndet hotas av skogsröjningar. Dessutom förekommer många störningar vid viloplatserna. IUCN listar arten som starkt hotad (EN).